# Les Allées sombres (film)
Pour plus de détails, voir Fiche technique et Distribution.
Les Allées sombres est un documentaire français réalisé par Claire Doyon et sorti en 2015.

## Fiche technique
- Titre : Les Allées sombres
- Réalisation :	Claire Doyon
- Scénario : Claire Doyon
- Photographie : Céline Delezenne, Claire Doyon et Frédéric Piet
- Son : Stéphane Picard et Frédéric Piet
- Montage : Frédéric Piet
- Production : COFilms
- Durée : 23 minutes
- Date de sortie : France - 1er juillet 2015

## Sélections
- Festival international de cinéma de Marseille 2015[1]
- Festival Côté court de Pantin 2016[2]